# Làmpada de Döbereiner

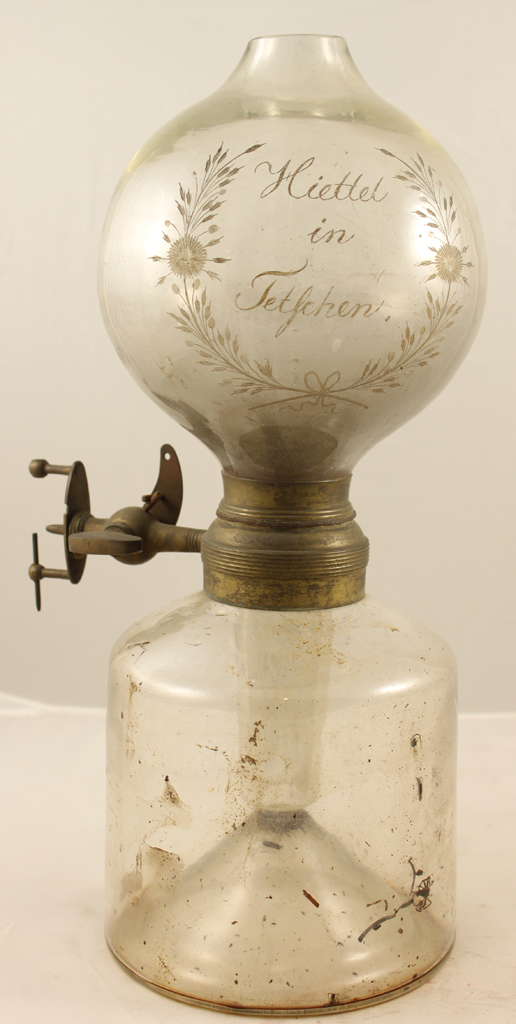
Làmpada de Döbereiner

La làmpada de Döbereiner és un encenedor inventat en 1823 pel químic alemany Johann Wolfgang Döbereiner i va romandre en ús fins al començament de la Primera Guerra Mundial. El llum està basat en el principi de la làmpada de Fürstenberg, inventada per Johannes Fürstenberg. En el contenidor, el zinc reacciona amb àcid sulfúric i produeix gasos hidrogen. Quan una vàlvula està oberta, s'allibera un raig d'hidrogen generant una flama. L'encesa és catalitzada per un filament de platí.
Aquest encenedor es va utilitzar per encendre xemeneies i pipes. Segons els rumors, s'hauria venut més d'un milió en els anys 1820.
Alguns exemples d'aquesta làmpada es mostren al Deutsches Museum i en antigues farmàcies del Castell de Heidelberg.

## Principi de funcionament
- a. cilindre de vidre
- b. ampolla
- c. fil
- d. zinc
- e. vareta
- f. bec
- g. esponja de platí

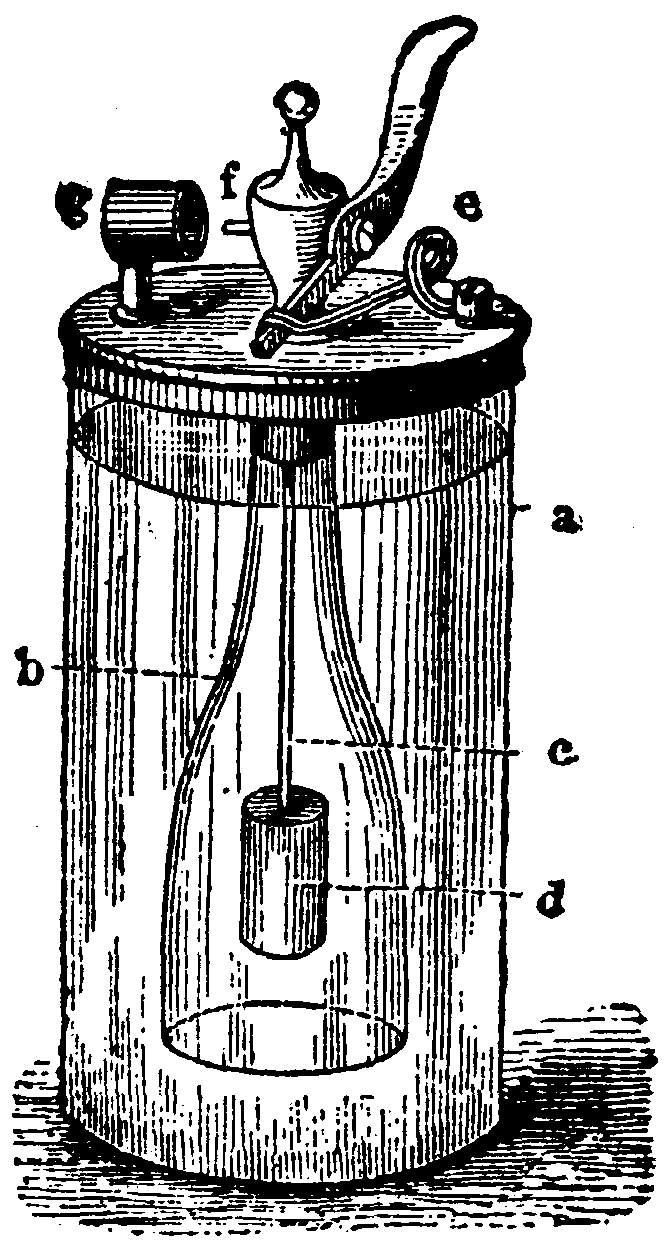

Es munta un mecanisme de difusió gasosa sobre un contenidor parcialment ple d'una solució diluïda d'àcid sulfúric. Es submergeix parcialment un elèctrode de zinc a la solució, i el gas d'hidrogen produït pel contacte del zinc amb la solució es recull en un altre recipient. Quan s'obre el bec del mecanisme superior, el gas d'hidrogen escapa per una esponja de platí. El platí catalitza l'hidrogen produït amb l'oxigen atmosfèric, que escalfa l'esponja fins al punt d'encendre l'hidrogen sense reaccionar amb l'oxigen; la flama que es produeix així és petita i estable..